# Шарль Азнавур
Шарль Азнавур (фр. Charles Aznavour), справжнє ім'я — Шахнур Варенаг Азнавурян (вірм. Շահնուր Վաղինակ Ազնաւուրեան, фр. Shahnourh Varinag Aznavourian, 22 травня 1924, Париж, Франція — 1 жовтня 2018, Мур'є, Франція) — французький шансоньє, поет, композитор, актор.

## Життєпис
Народився 22 травня 1924 року в сім'ї вірменських емігрантів. Батьки майбутнього французького шансоньє емігрували на початку 1920-х років з Грузії. Проїхавши всю Європу, потрапили до Парижа, де затрималися в очікуванні американської візи. В цей час у них народився син і сім'я Азнавурянів осіла у Франції. Батько Шарля намагався займатися підприємництвом, був власником невеликого ресторану, але через нестачу коштів змушений був закрити його в 1930 році. Сім'я жила важко. Вже в дев'ятирічному віці Шарль виступав в невеликих паризьких кафе. Акторські здібності він успадкував головним чином від матері, колишньої актриси. 
Після того, як сім'я оселилася в Парижі, вони винайняли невелику квартиру на другому поверсі під номером 36 на вулиці Месьє-ле-Пренс, в самому серці Латинського кварталу. У часи Другої світової війни, під час німецької окупації Парижа, він разом із сестрою Аїдою переховував кількох євреїв від нацистського геноциду. За цей подвиг у 2017 році вони були нагороджені медаллю Рауля Валленберга.
Під час Другої світової війни Шарлю вдалося продовжувати свої виступи в окупованому Парижі і тим самим годувати сім'ю (батько пішов добровольцем на фронт).
Перші пісні Шарль почав складати на початку 1940-х років. У 1941 році познайомився з композитором П'єром Рошем, в дуеті з яким виступав у кабаре.
Після війни Шарль познайомився зі знаменитою співачкою Едіт Піаф, подальші роки тісного спілкування з якою дуже багато що дали співаку початківцю.
- 1945 року він написав для Піаф пісню Compagnons de la Chanson («Друзі шансона»), що дала назву ансамблю «Компаньйон де ля шансон», в якому Піаф разом з Азнавуром і Рошем виступала в турне по Америці і Канаді.
- 1950 року П'єр Рош емігрував до Канади, Шарль почав виступати сам, узявши псевдонім Шарль Азнавур — так тепер звучало його сценічне ім'я, яке сьогодні відоме у всьому світі. 1954 року вперше добився успіху як співак, виконавши в США свою пісню «Моє життя».
- 1955 року вперше виступив на знаменитій сцені паризького концертного залу «Олімпія», але критика була одностайна: в Азнавура немає необхідних для співака ані вокальних, ані зовнішніх даних.

Успіх до співака прийшов 1956 року після вдалих концертів у Касабланці і Парижі.
- 1963 року Азнавур з величезним успіхом виступав у нью-йоркському Карнегі-холі. 1964 року вперше приїхав на гастролі в Радянський Союз.
- 1960 року після того, як вийшов на екрани фільм Франсуа Трюффо «Стріляйте в піаніста», де Азнавур зіграв роль піаніста кабаре, співака визнали і як талановитого кіноактора. Згодом він з успіхом знімався у таких видних кінорежисерів, як Клод Шаброль («Примари капелюшника», 1982), Фолькер Шлендорф («Американський щур», 1963, «Бляшаний барабан», 1979), Клод Лелуш («Едіт і Марсель», 1983).
- У 1970-і роки Азнавур нарощував успіх: постійні виступи, закордонні гастролі. У 1973 році в Лондоні пісня Азнавура «Вона» була відзначена золотим, а потім платиновим диском — нагороди, що ніколи доти не вручалася французові.
- 1974 року записав диск «Цього вечора Азнавур: його минуле і сьогодення», до якого увійшли найкращі пісні Азнавура. У піснях «Ось ти і повертаєшся», «Дякую, мадам життя», повної любові та ніжності, Азнавур нагадав про невблаганний біг часу.
- 1978 року вийшов новий альбом Азнавура «Мені невідоме минуле», до якого увійшли як старі, так і нові пісні. У цих піснях Азнавуру щиро і темпераментно вдалося передати відчуття звичайної людини, що знаходили відгук в серці кожного.
- У грудні 2008 року президент Вірменії Серж Саргсян надав Шарлю Азнавуру і його імпресаріо Левону Саяну громадянство Вірменії і підписав наказ про призначення відомого французького співака вірменського походження послом Вірменії в Швейцарії, постійним представником республіки у відділенні ООН в Женеві.

## Зв'язок із Вірменією
Шарль Азнавур вважає себе французом, оскільки народився і почав свою кар'єру у Франції, але він ніколи не забував про своє вірменське коріння. До 60-х роковин геноциду вірмен Азнавуром і його постійним співавтором Жоржем Гарваренцем була написана пісня «Вони впали». На вірменську тематику написані також пісні «Автобіографія», «Джан» і «Ніжна Вірменія».
Після руйнівного землетрусу у Вірменії в 1988 році Шарль Азнавур організував фонд допомоги, а потім асоціацію «Азнавур і Вірменія», президентом якої був до кінця життя. У 1989 році співак приїжджав до Вірменії, щоб підтримати постраждалих від стихійного лиха. Мільйонні тиражі диска з піснею Азнавура «Для тебе, Вірменіє» (фр. Pour toi Arménie) були миттєво розкуплені. Всі вторговані кошти пішли до фонду допомоги. У 2006 році шансоньє провів добродійний концерт на головній площі столиці Вірменії, на якому були присутні президенти Франції і Вірменії Жак Ширак і Роберт Кочарян.

## Композиторська діяльність
Шарль Азнавур — автор більше тисячі пісень. У числі всесвітньо відомих — «Богема», «Мама», «Вічна любов», «Немодні радощі», «Молодість», «Вчора ще», «Ізабелла», «Вона», «Як то кажуть», «Аве Марія», «Ні, я нічого не забув», «Я вже представляв», «Тому, що», «Дві гітари», «Понеси мене», «Треба уміти», «Померти за любов» і інші. Пісні великого шансоньє виконували такі світові зірки як Едіт Піаф, Рей Чарльз, Боб Ділан, Лайза Мінеллі, Хуліо Іглесіас та інші. У дуеті з Шарлем Азнавуром співали Френк Синатра, Селін Діон, Лучано Паваротті, Пласідо Домінго, Патрісія Каас, Лайза Мінеллі, Елен Сегара і інші. Загальний тираж проданих дисків Шарля Азнавура — понад сто мільйонів екземплярів.

## Нагороди та звання

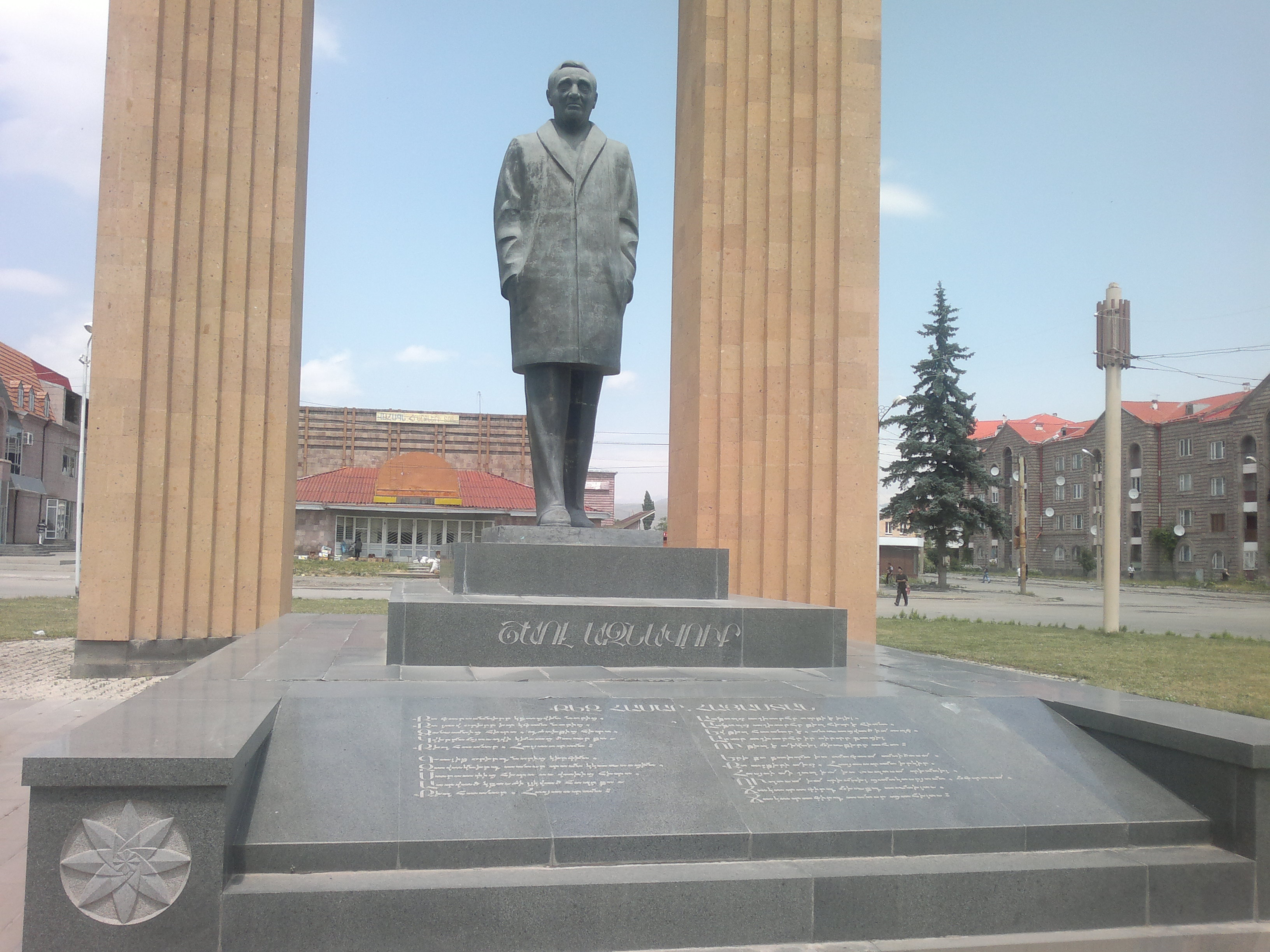
Пам'ятник Азнавуру в Гюмрі

- 1966 — Почесний громадянин Єревана (1996).[13]
- 1971 — золота медаль Парижа.
- 1971 — «Золотой лев» на Венеціанському кінофестивалі.
- 1971 — приз Эдисона.
- 1973 — лауреат академії Шарля Кро.
- 1987 — премія Бернара Лакаша.
- 1995 — велика медаль французької пісні (Французька академія).
- 1996 — ім'я Азнавура внесено в Зал слави авторів пісень.
- 1997 — премія «Вікторія» (найкращий співак року).
- 1997 — кінопремія «Сезар»[14];
- 1997 — офіцер ордена Почесного легіону.
- 2004 — командор ордена Почесного легіону.
- 2004 — найвища державна нагорода Вірменії — звання «Національний Герой Вірменії» та орден Вітчизни[15];
- 2006 — почесний приз 30-го кінофестивалю в Каірі.
- 2008 — почесний Офіцер ордена Канади — за діяльність у зміцненні культурних зв'язків франкомовних країн і Канади[16].
- 2010 —  знак почесний "За видатний внесок в укріплення культурних зв'язків між Росією та Францією[17].
- 2014 — нагрудний знак МЗС Росії «За внесок у міжнародне співробітництво»;
- 2015 — кавалер Ордена Корони Бельгії[18].
- 2017 — медаль Рауля Валленберга (за участь у порятунку євреїв у роки Другої світової війни)[19]

## Особисте життя
Шарль Азнавур був тричі одружений. Від першого шлюбу у нього є дочка Седа. 1967 року Азнавур одружився зі шведкою Уллою Тюрсель (у Лас-Вегасі). У них народилося троє дітей, яким Азнавур дав російські імена: Міша, Катя і Ніколя («Ніколай» французам важко вимовити, пояснює Азнавур).

## Дискографія
- Французька дискографія
- Міжнародна дискографія
- Міжнародний каталог всіх можливих записів

## Смерть
Помер 1 жовтня 2018 року в місті Мур'є у Франції на 95-му році життя.

## Вшанування пам'яті
- Його ім'я вибите на Алеї Слави у Голлівуді.